# Moetemwia
Moetemwia was een 'mindere vrouw' van Thoetmosis IV, een farao van het oude Egypte, in de 18e dynastie van Egypte en de moeder van Amenhotep III.

## Etymologie
Moetemwiya's naam betekent "Moet in de goddelijke bark". Moet is een moedergodin van de oude Egyptenaren. Haar naam werd ook gespeld als Moetemwiya of Moetemweya.

## Biografie
Moetemwia kreeg veel eretitels, zoals die van grote koninklijke vrouwe, toegewezen na de dood van haar echtgenoot bij de keuze van haar zoon om deze op te volgen. Door haar in de status te verheffen waarbij deze titels hoorden, trachtte men zijn aanstelling tot farao te legitimeren door deze traditioneler te doen lijken. Vanaf dat moment trad zij naar voren als de moeder van de nieuwe farao. Gedurende het bewind van Thoetmoses droegen alleen nog twee andere vrouwen van het hof de titel van Grote koninklijke vrouwe, namelijk Iaret en Nefertari.
Moetemwia staat afgebeeld in de Tempel van Luxor in scènes die de goddelijke geboorte van haar zoon Amenhotep III moeten uitbeelden. Een beeld waarop zij te zien is in een bark werd in Karnak gevonden en behoort nu tot de collectie van het British Museum. Het is waarschijnlijk uit haar dodentempel vandaan gehaald, waar het oorspronkelijk thuishoorde. Zij werd begraven in Thebe.
Verder wordt ze ook samen met haar schoondochter Teye getoond op de Kolossen van Memnon die door Amenhotep III werden opgericht.
Hij zou de nadruk op deze twee dames hebben willen leggen als verwanten van hem, omdat zijn positie in de koninklijke erflijn eerder zwak was.
Door enkele onderzoekers werd zij als dochter van koning Artatama I van Mitanni geïdentificeerd. Zij zou dan van zekere exotische afkomst zijn geweest. Maar er is niets over haar eigen achtergrond geweten.
Velen gaan er tegenwoordig integendeel van uit dat er aanwijzingen zijn dat zij niet de dochter van Artatama was.

## Titels
Moetemwia's titels waren:
- Godsvrouw (hm.t-ntr)
- Grote koninklijke vrouwe (hm.t-niswt-wr.t)
- Vrouwe van de Twee Landen (nb.t-t3wy)
- Grote koningsvrouw, zijn teerbeminde (hm.t-nisw.t-wr.t mery.t=f)
- Erfprinses (iry.t-p`.t)
- Groot van lofprijzingen (wr.t-hzw.t)
- Zoet van liefde (bnr.t-mrw.t)
- Meesteres van Opper- en Beneden-Egypte (hnw.t-Shm’w-mhw)
- Moeder Gods (mwt-ntr)

Moetemwia wordt zowel "koningsmoeder" (moet nesoe) als "godsmoeder" (moet netjer) genoemd. Dat komt op hetzelfde neer voor zover de heersende farao, Amenhotep III, als god werd beschouwd.

## Dood
Het juiste tijdstip van haar dood is niet gekend, maar men neemt aan dat zij de bewindsperiode van haar zoon ver heeft overleefd. Het bewijs daarvan is haar aanwezigheid bij de sculpturen van de Kolossen van Memnon, die al tegen het eind van zijn rijk werden gemaakt, en ook de vermelding van haar eigendomsverblijf op het label van een wijnkruik die in het Malkata paleis van Amenhotep III in Thebe is gevonden.

## Galerij

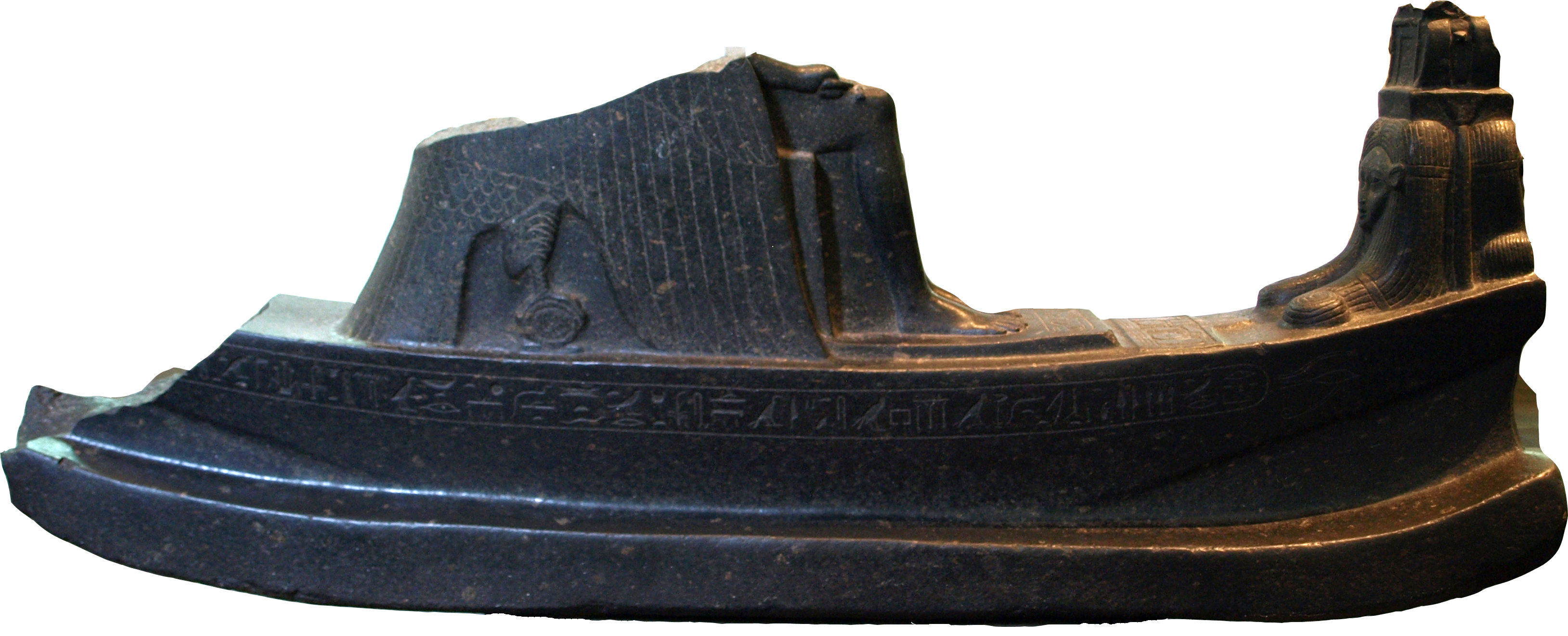
Beeld van de heilige bark gewijd aan Mutemwia - circa 1400 v.Chr., zwart graniet, uit de tempel van Karnak, British Museum
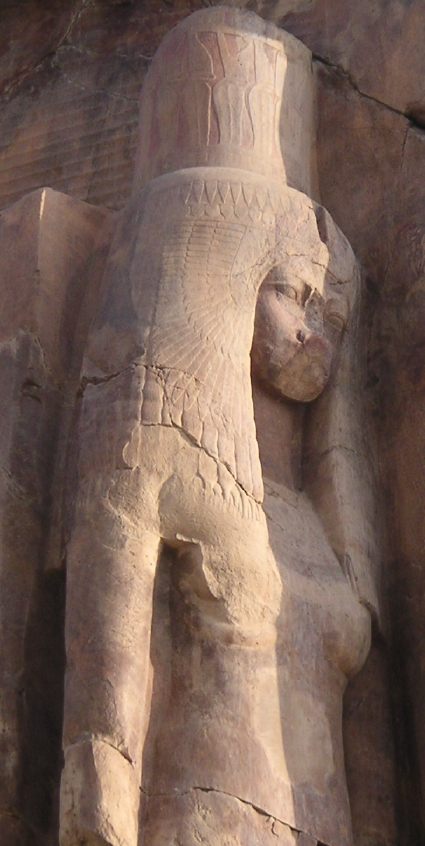
Standbeeld van Moetemwia tegen het been van de zuidelijke kolos van Memnon